# The Other Side of Life
The Other Side of Life – dwunasty album studyjny w dyskografii brytyjskiej grupy rockowej The Moody Blues. Płyta została wydana 21 kwietnia 1986 roku  przez wytwórnię Polydor, pod numerem katalogowym POLD 5190. Jest to kolejny album z udziałem Patricka Moraza, a zarazem pierwszym, na którym Ray Thomas nie odgrywa wiodącej roli. Zaznacza się dominująca rola syntezatora, sekwencera i automatu perkusyjnego, chętnie wykorzystywanych przez muzyków zespołu. Płyta jest zwrotem grupy w kierunku muzyki synthpopowej. Otwierający płytę utwór "Your Wildest Dreams" dodarł do 9 pozycji amerykańskiej listy Billboard Hot 100.
Album cieszył się dużą popularnością w Stanach Zjednoczonych, gdzie dotarł do pozycji dziewiątej rankingu Billboard 200 oraz sprzedał się w nakładzie zapewniającym mu status Platynowej Płyty.

## Lista utworów
| #  | Tytuł                    | Kompozytor                 | Czas |
| -- | ------------------------ | -------------------------- | ---- |
| A1 | "Your Wildest Dreams"    | Justin Hayward             | 4:50 |
| A2 | "Talkin’ Talkin’"        | Hayward, John Lodge        | 3:55 |
| A3 | "Rock ‘n’ Roll over You" | Lodge                      | 4:50 |
| A4 | "I Just Don’t Care"      | Hayward                    | 3:25 |
| A5 | "Running Out of Love"    | Hayward, Lodge             | 4:25 |
| B1 | "The Other Side of Life" | Hayward                    | 6:50 |
| B2 | "The Spirit"             | Graeme Edge, Patrick Moraz | 4:14 |
| B3 | "Slings and Arrows"      | Hayward, Lodge             | 4:29 |
| B4 | "It May Be a Fire"       | Lodge                      | 4:56 |

## Skład zespołu
- Justin Hayward – śpiew, gitara, automat perkusyjny
- John Lodge – śpiew, gitara basowa, instrumenty klawiszowe, automat perkusyjny
- Graeme Edge – perkusja, instrumenty perkusyjne, śpiew
- Ray Thomas – śpiew, harmonijki, flet, instrumenty perkusyjne
- Patrick Moraz – instrumenty klawiszowe, syntezator

## Pozycje na listach
| Lista 1986        | Pozycja |
| ----------------- | ------- |
| Lista amerykańska | 9       |
| Lista brytyjska   | 24      |
| Lista niemiecka   | 56      |

## Notowania singli
| Rok  | Singel                   | Notowania             | Poz. |
| ---- | ------------------------ | --------------------- | ---- |
| 1986 | "The Other Side of Life" | US Billboard Hot 100  | 58   |
| 1986 | "The Other Side of Life" | US Hot Mainstream     | 11   |
| 1986 | "The Other Side of Life" | US Adult Contemporary | 18   |
| 1986 | "Your Wildest Dream"     | US Billboard Hot 100  | 9    |
| 1986 | "Your Wildest Dream"     | US Hot Mainstream     | 2    |
| 1986 | "Your Wildest Dream"     | US Adult Contemporary | 1    |

## Certyfikaty
| Kraj       | Certyfikacja        | Sprzedaż |
| ---------- | ------------------- | -------- |
| USA (RIAA) | 1 x platynowa płyta |          |